# Luci Minuci Rufus
Minuci Rufus (llatí: Minucius Rufus) va ser un magistrat romà del segle i dC. Formava part de la branca plebea de la gens Minúcia.
Va ser nomenat cònsol l'any 88 i va compartir consolat amb l'emperador Domicià. És mencionat pels Fasti.